# Jegor Gajdar
Jegor Timoerovitsj Gajdar (Russisch: Егор Тимурович Гайдар, Jegor Timoerovitsj Gajdar) (Moskou, 19 maart 1956 - aldaar, 16 december 2009) was een Joods-Russisch econoom en politicus. Hij was aan vaderskant de kleinzoon van de beroemde Sovjetschrijver Arkadi Gajdar (zij het dat zijn vader Timoer eigenlijk diens stiefzoon was) en aan moederskant een kleinzoon van de schrijver Pavel Bazjov. Hij werd bekend van de zogenaamde shock therapy.

## Levensloop
Gajdar studeerde in 1978 af aan de Staatsuniversiteit van Moskou aan de Faculteit voor Economie en verkreeg in 1980 de titel van kandidat van de RAN. Hij werkte vervolgens als onderzoeker in verschillende wetenschappelijke instituten en was lange tijd lid van de CPSU en redacteur van haar ideologische tijdschrift Communist tijdens de perestrojka.
Tijdens Jeltsins hervormingen werd hij echter liberaal. In 1991 ging hij weg bij de CPSU en werd lid van de regering-Jeltsin. Van 6 november 1991 tot 2 maart 1992 was hij minister van economische hervormingen en financiën van de Russische SFSR en vicepremier van de regering van de Russische SFSR. Van 2 maart tot juni was hij vervolgens minister van financiën voor de Russische Federatie en eerste vicevoorzitter voor economische hervormingen. Van 15 juni tot 14 december was hij vervolgens interim-premier van de Russische regering, waarna hij werd opgevolgd door Viktor Tsjernomyrdin. Van september 1993 tot januari 1994 was hij opnieuw vicepremier en tevens minister van economie.
Tijdens zijn regeringsperiode was hij voorstander van liberale economische hervormingen volgens het principe van shock therapy. Zijn bekendste besluit was het afschaffen van prijscontroles door de staat, hetgeen onmiddellijk resulteerde in een gigantische verhoging van de prijzen (in 1992 bedroeg de inflatie meer dan 2500% en in 1993 nog 850%) en wat neerkwam op de officiële opening van Rusland als een vrije markteconomie.
Van 1992 tot 1993 en opnieuw vanaf 1994 was hij directeur van het Instituut voor de Economie in Transitie. Van december 1993 tot december 1995 was hij afgevaardigde in de Staatsdoema en vanaf januari 1994 voorzitter van de fractie Keuze van Rusland (Выбор России). In hetzelfde jaar startte hij de politieke partij Democratische Keuze van Rusland op en werd hiervan voorzitter. Van 1996 tot 1999 was hij vervolgens lid van de raad van bestuur van Vimpelcom, hetgeen in 2006 een van de grootste telecombedrijven van Rusland was. In 1999 startte hij samen met zijn oude politieke maat Anatoli Tsjoebajs de partij Unie van Rechtse Krachten op en werd hiervan mede voorzitter, totdat Boris Nemtsov in 2000 tot partijvoorzitter werd gekozen. De partij Democratische Keuze van Rusland ging samen met een aantal andere partijen hierin op.
Van december 1999 tot december 2003 was hij opnieuw afgevaardigde voor de Staatsdoema, ditmaal voor de Unie van Rechtse Krachten. Bij de Russische parlementsverkiezingen van 2003 verkreeg de partij echter niet voldoende stemmen om de kiesdrempel te overschrijden, waardoor Gajdar zijn zetel kwijtraakte. Gajdar trok zich daarop terug uit het politieke leven en richtte zich op economisch onderzoek. Eerder, in 2001, startte hij al samen met een aantal anderen het tijdschrift Nieuwsbode van Europa op.
Eind november 2006 meldde Gajdar dat hij na een conferentie in Ierland plotseling leed aan een mysterieuze ziekte, een week nadat Aleksandr Litvinenko was gestorven aan vergiftiging door polonium-210. Zijn woordvoerder Valeri Natarov meldde een paar dagen later dat hij inderdaad was vergiftigd, maar niet in levensgevaar verkeerde.
In december 2009 overleed Gajdar plotseling aan trombose tijdens het schrijven van een kinderboek.

## Werk
Gajdar heeft meer dan honderd publicaties op zijn naam staan die behalve in Rusland zijn uitgegeven in Australië, Denemarken, Duitsland, Finland, Frankrijk, Hongarije, Israël, Japan, Kroatië, Nieuw-Zeeland, Polen, Spanje, Taiwan, Tsjechië, het Verenigd Koninkrijk, de Verenigde Staten en bij internationale instellingen.